# Gus Aiken
Augustus "Gus" Aiken (Charleston (South Carolina), 26 juli 1902 - New York, 1 april 1973) was een Amerikaanse jazz-trompettist en kornettist in de vroege jazz en de klassieke blues.
Aiken, een broer van trombonist Bud Aiken, begon zijn muzikale loopbaan bij de Jenkins Orphanage Band. In de jaren twintig speelde hij mee op opnames van de blueszangeressen Mamie Smith (onder andere "Got to Cool My Doggies Now" en "It's Right Here for You"), Daisy Martin, Lavinia Turner, Louise Vant, Essie Whitman, Lena Wilson, Ethel Waters, Clara Smith en Cindy Smith. In 1925 nam hij op met Perry Bradford's Jazz Fools, naast trompettist Louis Armstrong. Ook toerde hij dat decennium met het orkest van Fletcher Henderson (1921 en late jaren twintig). Eind jaren twintig werd hij lid van het orkest van Luis Russell, dat in de jaren dertig het orkest werd dat Louis Armstrong begeleidde (tot 1941), maar ook Sidney Bechet. Met deze beroemde muzikanten nam Gus Aiken veel belangrijke platen op. Andere groepen waarin hij werkte waren de bands van Charlie Johnson en Elmer Snowden (de Washingtonians, de groep waarvan pianist Duke Ellington uiteindelijk de leider zou worden). Van de jaren veertig tot de jaren zestig leidde hij zijn eigen groepen, maar Aiken maakte geen platenopnames meer met belangrijke musici.